# Nieul-lès-Saintes
Nieul-lès-Saintes és un municipi francès situat al departament del Charente Marítim i a la regió de la Nova Aquitània. L'any 2007 tenia 979 habitants.

## Demografia

### Població
El 2007 la població de fet de Nieul-lès-Saintes era de 979 persones. Hi havia 388 famílies de les quals 76 eren unipersonals (16 homes vivint sols i 60 dones vivint soles), 136 parelles sense fills, 144 parelles amb fills i 32 famílies monoparentals amb fills.
La població ha evolucionat segons el següent gràfic:
Habitants censats

### Habitatges
El 2007 hi havia 444 habitatges, 397 eren l'habitatge principal de la família, 18 eren segones residències i 29 estaven desocupats. 440 eren cases i 3 eren apartaments. Dels 397 habitatges principals, 337 estaven ocupats pels seus propietaris, 56 estaven llogats i ocupats pels llogaters i 4 estaven cedits a títol gratuït; 2 tenien una cambra, 8 en tenien dues, 44 en tenien tres, 117 en tenien quatre i 226 en tenien cinc o més. 337 habitatges disposaven pel capbaix d'una plaça de pàrquing. A 142 habitatges hi havia un automòbil i a 233 n'hi havia dos o més.

### Piràmide de població
La piràmide de població per edats i sexe el 2009 era:
| Homes | Edats   | Dones |
| ----- | ------- | ----- |
| 0     | 95 o +  | 4     |
| 0     | 90 a 94 | 0     |
| 12    | 85 a 89 | 16    |
| 0     | 80 a 84 | 4     |
| 12    | 75 a 79 | 8     |
| 8     | 70 a 74 | 24    |
| 16    | 65 a 69 | 20    |
| 12    | 60 a 64 | 12    |
| 44    | 55 a 59 | 16    |
| 24    | 50 a 54 | 44    |
| 76    | 45 a 49 | 60    |
| 28    | 40 a 44 | 44    |
| 32    | 35 a 39 | 44    |
| 28    | 30 a 34 | 36    |
| 20    | 25 a 29 | 12    |
| 20    | 20 a 24 | 16    |
| 36    | 15 a 19 | 52    |
| 36    | 10 a 14 | 44    |
| 20    | 5 a 9   | 16    |
| 24    | 0 a 4   | 16    |

## Economia
El 2007 la població en edat de treballar era de 691 persones, 487 eren actives i 204 eren inactives. De les 487 persones actives 448 estaven ocupades (241 homes i 207 dones) i 39 estaven aturades (16 homes i 23 dones). De les 204 persones inactives 81 estaven jubilades, 59 estaven estudiant i 64 estaven classificades com a «altres inactius».

### Ingressos
El 2009 a Nieul-lès-Saintes hi havia 425 unitats fiscals que integraven 1.059,5 persones, la mediana anual d'ingressos fiscals per persona era de 18.418 €.

### Activitats econòmiques
Dels 38 establiments que hi havia el 2007, 1 era d'una empresa alimentària, 1 d'una empresa de fabricació de material elèctric, 2 d'empreses de fabricació d'altres productes industrials, 12 d'empreses de construcció, 4 d'empreses de comerç i reparació d'automòbils, 2 d'empreses de transport, 1 d'una empresa d'hostatgeria i restauració, 2 d'empreses d'informació i comunicació, 1 d'una empresa immobiliària, 6 d'empreses de serveis, 3 d'entitats de l'administració pública i 3 d'empreses classificades com a «altres activitats de serveis».
Dels 13 establiments de servei als particulars que hi havia el 2009, 1 era un taller de reparació d'automòbils i de material agrícola, 5 paletes, 1 guixaire pintor, 1 fusteria, 3 lampisteries, 1 electricista i 1 perruqueria.
Dels 2 establiments comercials que hi havia el 2009, 1 era una botiga de menys de 120 m² i 1 una fleca.
L'any 2000 a Nieul-lès-Saintes hi havia 32 explotacions agrícoles que ocupaven un total de 1.066 hectàrees.

## Equipaments sanitaris i escolars
El 2009 hi havia una escola elemental.

## Poblacions més properes
El següent diagrama mostra les poblacions més properes.